# Malaconothrus zealandicus
Malaconothrus zealandicus är en kvalsterart som beskrevs av Hammer 1966. Malaconothrus zealandicus ingår i släktet Malaconothrus och familjen Malaconothridae. Inga underarter finns listade i Catalogue of Life.